# 賴映彤
賴映彤（英語：Lai Ying Tong），又名小彤（Siu Tung），香港著名作曲人、填詞人、編曲人、監製、大學講師及專欄作家。亦是寰亞音樂旗下作曲人。

## 簡介
賴映彤畢業於寶血會上智英文書院、香港理工大學中文及雙語學系和香港中文大學音樂碩士課程
。小彤涉獵的工作範疇包括: 流行曲製作 (作曲、編曲、監製)、演唱會音樂總監、廣告配樂、舞台劇及劇場音樂設計及創作、電影及電視劇集配樂等。小彤歷年來與不同歌手合作，總共參與流行曲製作（作曲、編曲、監製）作品過百首。
《天梯》於2011－2012年贏得多項大獎，包括《十大中文金曲》，《十大勁歌金曲》， 《金帆音樂獎最佳旋律》， 《金帆音樂獎最佳歌曲》等。
小彤亦於2012年底獲選為香港作曲家及作詞家協會《第四屆顧嘉輝新生代音樂奬》得主。
小彤和C AllStar成員陳健安同樣在香港理工大學畢業，而二人早在學校宿舍裏相識。小彤由出道開始就與C AllStar合作無間，除了參與音樂樂製作工作，亦經常於音樂會及演唱會中擔任音樂總監及鍵琴手，所以有C AllStar第五人之稱。
小彤近年與香港樂隊Zpecial合作緊密，為樂隊的監製。

## 創作作品列表

### 2010年
- Make It Mellow – C AllStar（曲、編）
- iSing – C AllStar（曲）
- 80後時代曲 – C AllStar（曲、編）
- 我們的電車上 – C AllStar（編）
- Make It Groovy – C AllStar（曲、編）
- 白色信件  – C AllStar（編）
- iSing – C AllStar（曲、編）
- 裙下之臣  – C AllStar（編）
- 0809 – C AllStar（編）
- To Be Continued... – C AllStar（曲、編）
- 我們結婚了 – 葉文輝 feat. 范萱蔚（編）
- 我們結婚了（嫁嫁嫁... KaKaKa）– 葉文輝 feat. 范萱蔚（編）

### 2011年
- 全情關注 – C AllStar（曲、編）
- 我們的胡士托 – C AllStar（曲、編）
- iSing  – C AllStar（曲）
- We will live as one – C AllStar（曲、編）
- 韆鞦萬世 – C AllStar（編）
- 天梯 – C AllStar（曲、編）
- 時間之光 – C AllStar（編）
- 足球先生 – C AllStar（曲、編）
- 小確幸 – C AllStar（曲、編）
- 天梯 string version – C AllStar（曲、編）
- 雨天沒有你 – C AllStar（編）
- 2013 的約定 – C AllStar（編）
- Love Life – C AllStar（編）
- We Are Kitchee! – C AllStar（編）
- 愛在當下 (香港電台【太陽計劃 2011】活動主題曲)  – G.E.M.、C AllStar（曲）

### 2012
- 從結束中開始 – C AllStar（曲、編）
- 能得利廣告 － C AllStar （曲、編）
- 豐澤廣告 － C AllStar （曲、編）
- 切膚之痛 – C AllStar（曲、編）
- 少數 – C AllStar（編）
- 直到你肯定 – C AllStar（編）
- 一切從簡 – C AllStar (編）
- 不知不覺已大個 – C AllStar（編）
- 從當天到今天 – C AllStar（編）
- 第一步  (Dr. Martens advertising song) –C AllStar（曲、編）
- Lost and Found – 陳蔚琦（編）

### 2013
- 混沌 – C AllStar (編）
- 音樂殖民地 – C AllStar（曲、編）
- 老調兒 – C AllStar（曲、編）
- 她結他 – C AllStar feat. SimC（編）
- 騷動  – C AllStar (曲、編）
- 大同  – C AllStar (曲、編）
- 我們的胡士托（紅館版） – C AllStar（曲、編）
- 六神合體  – C AllStar（曲、編）
- It's All Gone – 陳蔚琦（編）

### 2014
- 時日如飛 – C AllStar（編）
- 星海 – C AllStar（曲、編）
- 大同 Jazz Mix – C AllStar（曲、編）
- 城惶城恐 – C AllStar（曲、編）
- 粉紅色的一生 - 粉紅點香港主題曲 – C AllStar（編）

### 2015
- 戰場上的最後探戈 – C AllStar feat. 顏卓靈（曲、編）
- 煙花非花 – C AllStar feat. 鍾鎮濤（編）
- 時間之光 – C AllStar feat. 鄭秀文（編）
- SuperStar – C AllStar feat.Super Girls（編）
- 上車咒 – C AllStar（編）
- 生於斯 – C AllStar（編）
- 紅館夢– C AllStar（曲、編）
- 夜幕天星– C AllStar（曲、編）
- 別消失－ 釗峰@C AllStar （曲、編）
- 后會無期 － C AllStar  feat. 梁詠琪（曲、編、監）

### 2016年
- Shape the future － 香港理工大學80周年校慶主題曲 （編）
- 錯的情錯的人 － 鍾浩然 （曲、編）
- 開竅 - 黎劻宜 （曲、編、監）

### 2017年
- 一刻戀上 － C AllStar （曲、編）
- 此刻無價 － C AllStar （曲、編）
- 有幾何 － C AllStar （編）
- 靈魂進化 － C AllStar （編）[2]
- 再不再見 － C AllStar （曲、編、監）
- 想 － Zpecial（編、監）
- 時間作證 － 陳曉東 （監）
- 亂了星座 － 陳曉東 （監）
- 琢磨 － 許靖韻 （曲）

### 2018年
- 單細胞小姐－安俊豪 （編、監）
- 四大發明 － 鄧小巧（曲）
- 虛擬“弊”傢伙 －錢家有道廣告主題曲（編）
- 我在 － 一鋪清唱  （編、監）
- 風光 － Zpecial （編、監）
- 靈魂改造 － Zpecial（編、監）
- 在長大前找到你 － Zpecial（編、監）
- 快樂症候群 － Zpecial（編、監）
- 未知之旅 － Zpecial（編、監）
- 日光 － Zpecial（編、監）
- 殞落 － Zpecial（編、監）
- 最後的勇氣 － Zpecial（編、監）
- 夜星 － Zpecial（編、監）
- VR驅魔人 － ViuTV電視劇 － 配樂設計
- We Are 驅魔人 － 《VR驅魔人 》 ViuTV電視劇主題曲（曲、編、監）
- 陽關道 － Astro集團電視劇 － 配樂設計
- 解憂雜貨店 － 中英劇團舞台劇 － 音樂設計

### 2019年
- 傳承博愛 － 博愛醫院百周年誌慶紀念主題曲 （編、監）
- 一切從音樂開始（都市篇）－《一切從音樂開始》余宜發叱咤903節目jingle（詞、監）
- CityBoy － Zpecial （曲、編、監）
- 重生 - 陳健安 （編、監）

### 2020年
- 黑市 － ViuTV電視劇 － 配樂設計
- 大偽術爸－ 中英劇團舞台劇 － 音樂設計
- 音樂放送－《叱咤樂壇 903 節目jingle》（曲、詞、編、監）
- 正歌－一位呀唔該 阿正叱咤903節目片尾曲（編、監）
- 我的片單 － Zpecial（曲、編、監）
- 我的片單 － Zpecial feat. Cheronna 吳嘉熙（曲、編、監）
- 深夜告別練習 － Zpecial（曲、編、監）
- 砒霜之後 － 劉浩龍、小肥（曲、編、監）

### 2021年
- 約定的夢幻島 － 陳健安（編、監）[3]
- 集合吧! 地球保衛隊 － C AllStar（曲、編）
- 損友 － SoulJase（編）
- 我會掛念你 － Zpecial（編、監）
- 早知 － Zpecial（編、監）
- 久天長地 － 許廷鏗（曲、編、監）
- 中二病人 － Zpecial Feat. 周國賢（編、監）

### 2022年
- 呼吸之間 － 衛蘭（編、監）
- Peachy Party － TAOTAO（曲、編、監）
- 完全無關的事 － Zpecial（編、監）
- 創作者的派對 － 陳健安（編、監）
- Glitterfalls － 鄭欣宜（編）
- Glitterfalls Pt. 2 － 鄭欣宜（編、監）
- 厭惡物圖鑑 － 陳健安（編、監）
- 至少還有你取暖 － 梁釗峰（曲、編、監）

### 2023年
- Her － Zpecial（編、監）
- 特色單位 － Zpecial（編、監）
- 自編自導自演 － Zpecial（編、監）
- One Day － Zpecial（編、監）
- Game Night － Zpecial（編、監）
- 島嶼時間囊 － Zpecial（編、監）
- 繼續繼續 － 陳健安（編、監）
- 好好掛住 － 陳健安（編、監）
- 仍然是那個少年 － 陳健安（編、監）
- 之後的一天 － 陳健安（編、監）
- 愛的一種練習 － 陳健安（編、監）
- 青年危機 － 陳蕾（編、監）
- 愛情難以許可我們回到當初(1717) － 梁釗峰（編、監）
- 逆時針的古董錶(5046) － 梁釗峰（曲、編、監）
- 通 － Regen C. Feat. 和泉素行（編、監）

### 2024年
- Drunk Call － Zpecial（編、監）
- 不理痛 － Zpecial（編、監）
- 若果我們未曾遇過 － Zpecial（編、監）
- 遺憾與遺憾的一切 － 梁釗峰（編、監）
- 唔明你講乜 － 陳健安（曲、編、監）
- 戀愛腦之死 － 陳健安（曲、編、監）
- 我很不愛你 － 陳健安（監）
- 我違和但我不糾正 － 陳健安（編、監）
- 當我們返回現世 － 陳健安（編、監）
- 心裡尚有象牙白 － 陳健安（編、監）
- 我⼀個空虛孤單發覺夜漫長 － 盧信宥、黃曦桃（曲、編、監）
- 梅特林克的青鳥 － 李泇霖（曲、編、監）
- To Let A Good Thing Die － 雲浩影（監）
- 還有一艘救生艙 － 炎明熹（編、監）
- 要說快樂太虛偽 － 姜麗文（編、監）
- 1995 － 姜麗文 Feat. Taecyeon of 2PM（編、監）
- Little Emo Girl － 陳伊霖（曲、編、監）
- 我的吸引力法則 － 陳伊霖（曲、編、監）
- 空空避世學 － 黃健怡（編、監）
- 隻狼 － 黃瑋中（監）

### 2025年
- Older － 雲浩影（編、監）
- 孤獨遊 － Zpecial（編、監）
- 其實最怕寫情歌 － Zpecial（編、監）
- 發呆大賽冠軍 － Zpecial（編、監）
- Bronouns － Zpecial（編、監）
- 賴床 － Zpecial（編、監）
- 不可得 － 鄧麗欣（曲、編、監）
- 愛情求生案內書 － 吳業坤（編、監）
- 感激的直拳 － 吳業坤（編、監）
- 我們沒有在一起 － 麗英（編、監）
- 命中注定在一起 － 麗英（監）
- 不遲不早 － 陳健安（曲、編、監）
- 額頭有字 － 陳健安（編、監）
- 沒有時間 － 陳健安（編、監）
- 不可抗力之旅 － 姜麗文（編、監）
- 有你未為輸 － P1X3L（編、監）

## 獎項

### 2010年度
- 第三十三屆十大中文金曲頒獎音樂會 - 十大中文金曲《天梯》（曲、編）

### 2011年度
- 2011勁歌金曲優秀選第一回 - 得獎歌曲《天梯》（曲、編）
- 2011年CASH金帆音樂獎 - 最佳旋律《天梯》（曲、編）
- 2011年CASH金帆音樂獎 - 最佳歌曲《天梯》（曲、編）
- YAHOO!搜尋人氣大獎2011 - 搜尋十大人氣歌曲《天梯》（曲、編）
- 2011加拿大至Hit中文歌曲排行榜全國總選 - 全國推崇十大歌曲《我們的胡士托》（粵語）（曲、編）
- 2011年度十大勁歌金曲頒獎典禮 - 十大勁歌金曲獎《天梯》（曲、編）

### 2012年度
- 2012年CASH金帆音樂獎 －《第四屆顧嘉輝新生代音樂奬》得主
- 2012勁歌金曲優秀選第二回 - 得獎歌曲《少數》（編）
- 2012年度新城國語力頒獎禮 - 新城國語力歌曲《天梯》（曲、編）
- 新城勁爆頒獎禮2012 - 新城勁爆歌曲《少數》（編）
- 全港民意流行音樂頒獎禮2012 - 十大最受歡迎歌曲第九位《少數》
- 加拿大至HIT中文歌曲排行榜2012年度總選 - 全國推崇十大歌曲（粵語）《少數》
- SINA Music樂壇民意指數頒獎禮2012 - SINA Music 最高收聽率二十大歌曲《少數》

### 2013年度
- 2013勁歌金曲優秀選第一回 - 得獎歌曲《音樂殖民地》（曲、編）

### 2014年度
- 2014勁歌金曲優秀選第一回 - 得獎歌曲《時日如飛》（編）
- 新城勁爆頒獎禮2014 - 新城勁爆歌曲《時日如飛》（編）
- 第14華語音樂傳媒大獎 - 年度粤语歌曲《音樂殖民地》（曲、編）

### 2015年度
- 新城勁爆頒獎禮2015 - 新城勁爆卡拉OK歌曲 金獎《時間之光》（與鄭秀文合唱）（編）

### 2016年度
- 2016勁歌金曲優秀選第一回 - 得獎歌曲《夜幕天星》（曲、編）

### 2017年度
- 2017勁歌金曲優秀選第一回 - 得獎歌曲《一刻戀上》（曲、編）
- 2017勁歌金曲優秀選第二回 - 得獎歌曲《此刻無價》（曲、編）
- YAHOO!人氣大獎2017 頒獎典禮 - 人氣MV《一刻戀上》（曲、編）
- 新城勁爆頒獎禮2017 - 勁爆歌曲《一刻戀上》（曲、編）
- 2017年度勁歌金曲頒獎典禮 - 勁歌金曲獎《一刻戀上》（曲、編）

## 演唱會、音樂會

### 演唱會
| 日期              | 演唱會名稱                              | 場數 | 場地                    | 備註             |
| ----------------- | --------------------------------------- | ---- | ----------------------- | ---------------- |
| 2012年11月23-24日 | C AllStarC AllLive 演唱會2012           | 2    | 匯星 Star Hall          | 客席鍵琴手       |
| 2014年3月23日     | C AllStar我們的胡士托演唱會2014         | 1    | 紅磡香港體育館          | 鍵琴手           |
| 2014年8月2日      | C AllStar我們的胡士托演唱會2014(澳門站) | 1    | 澳門威尼斯人劇院        | 鍵琴手           |
| 2015年9月2-3日    | C AllStarC AllLive 2015                 | 3    | 伊利沙伯體育館          | 音樂總監及鍵琴手 |
| 2015年12月26日    | C AllLive 2015(佛山站)                  | 1    | 嶺南明珠體育館 (訓練館) | 音樂總監及鍵琴手 |
| 2016年10月15日    | 2016 C AllStar 天梯演唱會               | 1    | 廣州體育館2號館         | 音樂總監及鍵琴手 |
| 2017年10月20-21日 | C AllStar - 生於C AllStar 演唱會2017    | 2    | 紅磡香港體育館          | 鍵琴手           |

大型音樂會
| 日期           | 音樂會名稱                                            | 場地                          | 備註             |
| -------------- | ----------------------------------------------------- | ----------------------------- | ---------------- |
| 2011年11月9日  | 903 ID CLUB 拉闊音樂會 2011《C AllStar x 林二汶》     | 九龍灣國際展貿中心6/F 展貿廳3 | 鍵琴手           |
| 2011年12月19日 | 《Concert Red唱暖紅聖誕音樂會》                       | 青年廣場Y劇場                 | 鍵琴手           |
| 2011年12月27日 | C AllStar Neway Music Live                            | 九龍灣國際展貿中心6/F 展貿廳3 | 鍵琴手           |
| 2013年5月22日  | 能得利 x C AllStar Juicy 演唱會                       | 香港理工大學 賽馬會綜藝館     | 音樂總監及鍵琴手 |
| 2016年9月11日  | 屈臣氏蒸餾水再生水樽呈獻「新城唱好C AllLove Concert」 | 香港會議展覽中心展覽廳5BC     | 音樂總監及鍵琴手 |

小型音樂會
| 日期         | 音樂會名稱                              | 場地                   | 備註             |
| ------------ | --------------------------------------- | ---------------------- | ---------------- |
| 2018年9月1日 | 叱咤樂壇9月1 Back to School Live 音樂會 | 尖沙咀文化中心露天廣場 | 音樂總監及鍵琴手 |

慈善音樂會
| 日期         | 音樂會名稱                     | 場地               | 備註   |
| ------------ | ------------------------------ | ------------------ | ------ |
| 2011年6月6日 | 「有心無核」不插電慈善音樂會」 | 柴灣青年廣場 Y劇院 | 鍵琴手 |

舞台劇/音樂劇
| 上演日期           | 舞台劇名稱                                | 工作                 | 場地             | 場數 |
| ------------------ | ----------------------------------------- | -------------------- | ---------------- | ---- |
| 2011年 10月6-9日   | 《摘星天梯》                              | 音樂總監及樂隊領班   | 上環文娛中心劇院 | 4    |
| 2013年 4月25-28日  | 《音樂情書》                              | 音樂總監及樂隊領班   | 上環文娛中心劇院 | 6    |
| 2018年 10月13-28日 | 《解憂雜貨店》中英劇團舞台劇              | 音樂設計             | 葵青劇院         | 12   |
| 2018年12月24-30日  | 一個人一首歌 X 大館「聖誕／老人」音樂劇場 | 音樂總監及管弦樂編寫 | 大館檢閱廣場     | 4    |
| 2020年 3月20日     | 《大偽術爸》中英劇團舞台劇                | 音樂設計             | 中英劇團         | 1    |

## 演講／分享會
| 日期           | 演講／分享會名稱               | 場地                |
| -------------- | ------------------------------ | ------------------- |
| 2014年9月19日  | 《蛙步千里音樂路》             | 中文大學崇基學院    |
| 2016年－2018年 | 《JOOX 音樂夢飛翔School Tour》 | 110間香港大專及中學 |

## 專欄
| 日期         | 專欄名稱 | 雜誌／報紙名稱         |
| ------------ | -------- | ---------------------- |
| 2012－2015年 | 與眾筆彤 | 《Headlines Magazine》 |